# Катера типа «Я-5»
Катера типа «Я-5» (Я-5М) — серия советских минных (миномётных) катеров со стальным корпусом, строившихся на заводе №345 (Ярославль) с 1942 г. по 1945 г.

## Разработка и строительство
Проект катера разработан в КБ завода №345 Народного комиссариата судостроительной промышленности под руководством главного инженера Л. Г. Пискунова.
В послевоенные годы уцелевшие катера были переоборудованы в тральщики, установки РС были демонтированы.

## ТТХ
- Длина, м: 18,71 (17,71)[1]
- Ширина наибольшая, м: 3,56
- Осадка, м: 0,98 (1,00)
- Водоизмещение полное, т: 23,40
- Двигатель: четырёхтактный рядный дизель М-17 (карбюраторный двигатель Крайслер)[2]
- Мощность машины: 75 э. л. с (93 л. с.)
- Скорость полного хода, км/ч: 12,3 (18,50)
- Запас топлива, т: 4,0 (1,23)
- Экипаж: 10 чел
- Вооружение: 1 пулемёт ДШК на тумбе; пусковая установка 82-мм РС М-8 (М-8-М)